# Frostpunk
Frostpunk — стимпанкова відеогра жанру симулятора містобудування з елементами виживання, розроблена й випущена польською компанією «11 bit studios». Ця відеогра була вперше анонсована в серпні 2016-го, а 24 квітня 2018 року випущена для Microsoft Windows. Протягом трьох днів після випуску було продано понад 250 000 копій Frostpunk, що повністю покрило всі затрати на розроблення й маркетингову кампанію. 18 жовтня 2018 року вийшла збірка музичних композицій під назвою «Frostpunk Original Soundtrack». На 13 лютого 2019 року планувався вихід Frostpunk на операційній системі macOS, але розробка була призупинена до 24 лютого 2021 року. Вихід на Xbox One та PlayStation 4 відбувся 11 жовтня 2019 року.
За альтернативним ходом історії, наприкінці XIX століття неочікуваний мороз змусив мільйони людей терміново переселитися якомога далі від холоду. Гравці очолюють одну з небагатьох вцілілих груп людей, яка вижила після катастрофи й оселилися довкола теплового генератора, свого часу збудованого Британською імперією на острові з великими покладами корисних копалин.
У серпні 2021 року розробники повідомили про розроблення другої частини – Frostpunk 2.

## Ігровий процес

Поселення на початку сценарію «Ковчег»

### Основи
Гравець відігрує роль очільника групи людей, яка дісталась одного з теплових генераторів на півночі, поруч із покладами вугілля. Місце навколо цієї великої металевої споруди стає місцем усіх подій відеогри. Поселення населяють люди, про добробут яких належить турбуватися. Для цього слід забезпечувати їх житлом і прийнятними умовами праці, розвивати технології, турбуватися про моральний стан населення. В грі наявні декілька сценаріїв з різними початковими умовами та цілями й сюжетом. Кожен сценарій зображає долю іншого поселення.
Після обрання сценарію слід також обрати й складність проходження: просту, середню, важку чи екстремальну. За бажання, можна задати власні налаштування сценарію, а саме змінити рівень складності певних механік гри: потреб мешканців, економіки, погоди та прихильності суспільства до свого лідера.
Задля роботи тепловому генератору потрібне вугілля, будівництво та діяльність інших споруд потребують інших ресурсів: деревину, сталь, харчові продукти тощо. Коли вугілля бракне, генератор певний час іще підтримує тепло, але холоне, спричиняючи замерзання всього поселення. Вночі температура падає, що може призвести до обморожень і загибелі людей. Також, потрібно дбати про температуру робочих місць, інакше робітники хворітимуть. Для обігріву слугує опалення зовнішніми та внутрішніми нагрівачами. Вони можуть вручну вмикатися чи вимикатися, що важливо для контролю запасів вугілля, адже кожен нагрівач споживає його. Для слідкування за температурним режимом передбачене інфрачервоне бачення — територія показується забарвленою, залежно від температури.
Населення складається з людей різних верств, які розподіляються на роботу. Для кожної споруди вказується кількість робітників і вони автоматично вирушають туди в свою зміну. Виняток складають роботи автоматони, здатні працювати цілодобово без шкоди для себе, але конструювання автоматонів вимагає багато ресурсів та працює з пониженою ефективністю (спочатку 60% від базово можливої). Залежно від сценарію, населення можуть складати робітники, інженери та діти. Кожна верства призначається на певний вид роботи. Збільшити населення можливо тільки рятуючи біженців в околицях поселення. Люди мають різні потреби, передусім — у житлі, теплі, харчуванні та лікуванні. Відповідні споруди зводяться навколо генератора. Для полегшення доступу до них прокладаються вулиці. Голодні чи змерзлі люди хворітимуть і страйкуватимуть, хворі та скалічені — перестануть працювати. Тяжко хворі чи відправлені на понаднормову працю будуть помирати. Для вдосконалення діяльності поселення приймаються закони. Багато з них мають як позитивний, так і негативний ефект; отримавши користь в одній сфері життя, доведеться пожертвувати чимось в іншій. Деякі закони відкривають нові споруди та ресурси.
Періодично люди інформують про свої проблеми та висувають прохання чи вимоги. Якщо ігнорувати їх, або приймати аморальні рішення, в населення зростає невдоволення та знижується надія. Що більше невдоволення, то більше стається страйків і жорсткіші ультиматуми владі. Що нижча надія, то менш ефективно працюють жителі поселення. Якщо невдоволення тривалий час лишатиметься високим і/або надія низькою, народ вижене очільника і гра завершиться.

### Ресурси
В грі присутні декілька головних ресурсів: вугілля, деревина, сталь, парові ядра, сира їжа та харчові пайки.
- Вугілля найголовніше серед усіх, адже підтримує життєдіяльність всього міста, забезпечуючи тепловий генератор паливом. Додатково, вугілля споживають обігрівачі окремих споруд і роботи автоматони. Вугілля збирається робітниками з готових запасів, видобувається в шахтах, або отримується шляхом випалювання деревини.
- Деревина потрібна для побудови нових осель, діяльності наукових лабораторій, переробних центрів тощо. Аби видобувати деревину, треба збирати уламки, зводити лісопильні та бури. Лісопильні перероблять дерева під відкритим небом, тоді як бури видобувають деревину, вмерзлу в льодовик.
- Сталь використовується для будівництва технологічних споруд, а також конструювання автоматонів і протезів. Отримується з брухту чи залізнорудних шахт.
- Парові ядра — це своєрідні парові комп'ютери, потрібні для діяльності технологічних споруд і автоматонів. Їх неможливо добути іншим шляхом, крім експедицій. Натомість, розібравши споруду чи автоматона, гравці отримують ядро назад.
- Їжа збирається полюванням у мисливських хижах або в теплицях. Спершу отримується сира їжа, з якої на кухнях і польових кухнях вона переробляється на харчові пайки. Якщо ж протягом тривалого часу сира їжа не трансформується на кухнях в харчові пайки, тоді жителі через голод починають споживати сиру їжу, що збільшує витрати харчових ресурсів вдвічі.

Додаткові ресурси з'являються залежно від прийнятих законів. Наприклад, якщо ухвалити закон удобрювати теплиці трупами, то трупи стануть ресурсом.
Альтернативним варіантом видобутку ресурсів можуть бути експедиції. З декількох людей формується розвід-група, що посилається за межі поселення. Повернувшись, вони доставлять всі зібрані в подорожі знахідки. В деяких місцях пропонується заснувати аванпост. Відряджені туди розвідники зможуть приносити певний обсяг ресурсів необмежену кількість разів.
При високому показнику надії, люди не будуть влаштовувати страйки й сумлінніше працюватимуть на видобутку ресурсів.

### Ставлення населення
Під час виконання сценаріїв гравцю доводиться приймати складні моральні рішення й забезпечувати громадян потрібними припасами. Важливим чинником при значному розвитку міста є настрій населення. Кожна людина поселення має певну спеціалізацію, власні вподобання, погляди, релігію, культуру тощо. З ростом поселення, росте й впевненість та самодостатність людей, після чого ними стає складніше керувати. Погодні умови та політична нестабільність можуть призвести до того, що громадяни не забажають старанно працювати й просто відмовляться від своїх робочих зобов'язань. Гравець має право встановлювати нові  закони, задля розв'язання нагальних проблем. При прийнятті тих чи інших законів та високому невдоволенню, час від часу до гравця звертаються мешканці з проханням щодо скасування закону, через який є найбільше невдоволення. Якщо гравець погоджується, то закон скасовується.
Пообіцявши щось чи прийнявши закон, гравець отримує кілька днів на виконання потрібних дій, як-от будівництво додаткового шпиталю чи правоохоронні дії. Якщо їх не буде виконано, це погіршує ставлення населення та знижує показник надії. Деякі вчинки дають перевагу в одній сфері життя, натомість змушуючи жертвувати в іншій. Так, дозволивши дитячу працю, гравець допускає, що частина дітей може травмуватися.
Також в грі є показник під назвою «Надія», яка відображає ставлення населення до свого майбутнього і чи є у них надія на виживання. В залежності від прийняття законів, виконання своїх зобов'язань, змін демографії та інших дій, показник надії може як зростати так і падати. При досягненні нульового значення надії, гравцю в залежності від прийнятих законів пропонується розігнати натовп або пообіцяти, що протягом 3 днів показник надії буде повернуто до певної позначки, яка встановлюється в залежності від складності гри. Якщо ж вимога не буде задоволена, тоді гра завершується програшем. Окрім того, після прийняття певної гілки законів з релігійним ухилом, гравцю надається можливість започаткувати свою релігію, головним голосом якої стає сам гравець, тоді частина населення гине (10-30 людей), а показник надії зникає і замість нього вводиться Відданість, яка завжди буде на позначці 100%, що дозволить приймати абсолютно будь-які закони та діяти так, як заманеться гравцю без необхідності домовлятись з мешканцями.

### Технології та закони
Для дослідження нових технологій або нових політичних рішень, гравцю доведеться побудувати наукову лабораторію, в якій працюватиме до 10 осіб. Дослідження здійснюються лише в робочий час, а їхня швидкість залежить від кількості фахівців і лабораторій. Дослідження поділені на категорії: опалення, розвідка та індустрія, ресурси, їжа, здоров'я та житло. Вони поділяються на 5 рівнів, де відкриття кожної технології та рівня вимагає витрати ресурсів. Що технологічніші споруди розблоковуються і що ефективніша їхня діяльність, то більше ресурсів споживається. Виняток складають ті технології, що дозволяють заощаджувати ресурси.
Закони приймаються раз на кілька днів. Одні ведуть до інших, подекуди пропонується обрати один з двох. Зрештою закони ведуть до слідування суспільства шляхом тоталітаризму чи релігії. Закони стають дедалі радикальнішими, якщо приймати останні в кожній гілці, це впливає на підсумок гри. По завершенню сценарію дії гравця оцінюються з морального боку: поселення вижило, пішовши на жертви, або зберігши людяність.

## Сюжет
За альтернативною історією влітку 1886 року неочікуваний мороз змусив мільйони людей терміново переселитися на південь, а також призвів до загибелі багатьох зернових культур. З часом холод дістався й півдня, тому люди почали шукати порятунку від морозу біля теплових генераторів, які будувала Британська Імперія на островах, багатих на поклади різноманітних копалин.

### Сценарії
Усього в базовій версії доступно чотири сценарії: основна кампанія («Новий Дім») та три додаткових («Ковчег», «Біженці» та «Падіння Вінтергоуму»).
| Назва               | Сюжетний опис |
| ------------------- | --- |
| Новий Дім           | Маленька група людей із Лондона перетнула замерзле море аби дістатися півночі, де розташовано тепловий генератор. Під час подорожі каравану через складні погодні умови довелося розділитись. Але все ж таки деяким вцілілим групам вдалося досягти теплового генератора й запустити його, заснувавши Нью-Лондон. Генератор розташовано в круглому кратері, навколо є купи готових ресурсів, ліс і родовища. Населення складається з робітників, інженерів і дітей. Доступні для вивчення всі технології та закони. В ході експедицій приводяться дедалі нові поселенці та згодом сюжет отримує поворот в ході якого до Нью-Лондона приходить останній поселенець із Вінтергоуму та повідомляє, що Вінтергоум згинув під натиском розбрату та анархії й голоду. Це наводить паніку на жителів Нью-Лондона. Після цього частина поселенців хоче повернутись назад до Лондона, сподіваючись, що місто все ще тримається, і підбурюють жителів Нью-Лондона вирушити з ними. У гравця є 15 днів на те, щоб переконати лондонців не покидати поселення. Якщо гравцеві вдасться їх переконати, вони всі залишаться, в іншому випадку ті, кого лондонці переконали, покинуть поселення. Після цього буде невелике затишшя для розвитку поселення. Наприкінці сценарію насувається велика снігова буря, яку потрібно пережити. Під час бурі температура дуже сильно падає, а на сам кінець показники температури досягають критичної відмітки, яку може пережити тільки технологічно розвинене місто. Впродовж бурі будь-який видобуток їжі повністю припиняється, залишається тільки можливість видобувати вугілля, деревину та сталь і залишається можливість перетворення сирої їжі в готові пайки. |
| Ковчег              | Вчених із Оксфорда й Кембриджа надіслали в цю місцевість біля теплового генератора, аби вберегти безцінні насіння й саджанці від лютої нескінченної зими. Вченим доведеться розбудовувати поселення, щоб підтримувати систему життєзабезпечення в чотирьох спеціальних спорудах — Ковчегах Флори. Поселення розташоване в овальному кратері з багатими покладами ресурсів і лісом, готових ресурсів небагато. Населення складається виключно з інженерів і більше покладається на автоматонів. Наприкінці також насувається снігова буря, але пріоритетне не виживання людей, а убезпечення Ковчегів. В ході сюжету з поселенням Ковчегів зв'язуються люди з Нью-Манчестера, що просять допомоги пережити снігову бурю. Якщо гравець погоджується, він повинен відправити почергово 3 автоматони, котрі після відправки йдуть з ресурсами до Нью-Манчестера протягом доби з моменту відправлення. Якщо ж гравець відмовляється відправити автоматонів, це вплине на кінцеву заставку гри. Сюжет завершується в момент досягнення сніговою бурею поселення, а результат гри визначається тим, чи встиг гравець накопичити визначену кількість ресурсів (вказується гравцю на пізніх етапах гри) чи ні. Якщо гравець не встигає добрати необхідну кількість ресурсів, навіть за наявності великої кількості автоматонів, гра завершується невдачею і в фінальному ролику говориться, що всі потуги були марними. Якщо ж гравець встигає набрати необхідну кількість ресурсів, але не встигає допомогти Нью-Манчестеру, тоді гравцеві диктор доповідає, що поселення Ковчегів врятувало майбутнє і це є їхнім спадком, хоча довелося пожертвувати поселенням Нью-Манчестера; всі, хто можливо пережили там бурю, згодом померли. Якщо ж у гравця вдається і накопичити ресурси для себе і передати 3 автоматони з ресурсами для Нью-Манчестера, тоді у людства згідно сюжету з'являється шанс на майбутнє і всі успішно врятовані. |
| Біженці             | Безпечне життя довкола генераторів було призначене лише для заможних людей, але певній групі вцілілих вдалося захопити один з теплових генераторів й заснувати поселення, де всі будуть рівні й матимуть можливість жити в безпеці. Але людей, охочих до допомоги чи порятунку, виявилося забагато. Гра розпочинається з маленького поселення біля генератора, де на гравця покладене завдання розчистити невелику площу та розбудуватись так, щоб можна було вмістити всіх біженців, котрі прибувають хвилями. Через декілька днів з початку гри малі групи біженців долучаються до поселення та повідомляють, що деяку частину потрібно забрати за допомогою розвідників. Після того, як всі біженці доберуться до поселення, прийде звістка, що до поселення також рухаються 3 хвилі лордів, котрі також шукають притулку. З цього моменту сюжет гри має розгалуження на три сюжетні гілки. Можна за допомогою Шляху Віри перебити всіх лордів-біженців, пустити до міста лордів та прихистити їх і тим не менш, дозволяється не впускати до поселення всіх охочих чи взагалі не впускати лордів до поселення, тоді вони розіб'ють табір поруч. Сюжет розділяється на дві частини, одна з яких також ділиться на ще дві частини, таким чином у гравця є декілька сюжетних кінцівки цього сценарію. 1. Впустити лордів. У випадку, якщо гравець обирає цей варіант, то по сюжету до табору прибувають 3 хвилі серед яких багато голодних, хворих та дітей разом з Лордом Крейвеном, який по сюжету віддав наказ обстрілювати перших мешканців цього поселення, коли вони ще самі прибували сюди. Також в цій гілці сюжету є розділення на те, як поступить гравець з самим Лордом. Пожаліє, захистивши від розлюченого натовпу (за що Лорд подякує та залишить записку) чи дозволить поселенцям розправитись з ним. 2. Прогнати лордів чи вбити: 1. Якщо гравець віддасть наказ вбити лордів, тоді поселенці з радістю розпочнуть бойові дії проти колишніх недругів. 2. Якщо гравець вирішить не вбивати, але, тим не менш не впускати в поселення, тоді перед гравцем постане завдання побудувати два дорогих аванпости, адже живучі поблизу лорди становлять небезпеку для мешканців. У разі успіху лорди покинуть територію табору, а якщо ні, то містяни самі нападуть на лордів в кінці сюжетної лінії.                                                        |
| Падіння Вінтергоуму | Доповнення описує долю поселення Вінтергоум, згадку якого можна знайти в сценарії Новий Дім. Лідер Вінтергоуму тижнями нехтував проблемами несправного генератора, через лютий мороз та жорстокі пригнічування поселенці вчинили заколот. Місто охоплювали криваві сутички, проте з часом правління ватажка поселення все ж таки було повалено. Перед гравцем постає завдання знести руїни міста та відбудувати його заново. Протягом перших десяти днів, на гравця покладається завдання з вирішення невдоволення місцевих жителів та посилення їхньої надії на подальше. Разом з цим, перед гравцем стоїть завдання вирішити всі економічні проблеми, налагодити видобуток ресурсів та їжі. Після десяти днів інженери повідомляють про пошкодження в генерації тепла баштовим генератором. Тому довкола генератора будується ремонтний модуль, завдання якого є виявлення дефекту та виправлення пошкоджень. Після повної діагностики, інженери доповідають про те, що генератор через декілька днів через його нестабільність повністю вийде з ладу та вибухне, що ставить перед гравцем майже непосильне завдання: евакуювати мешканців на дреноут (засіб пересування) який знаходиться поблизу Вінтергоуму, який мешканці з тих чи інших причин не розібрали та залишили на кращі часи. Гравець віддає наказ побудувати транспортний вузол між містом та дреноутом за допомогою якого гравець буде перевозити на останній ресурси та людей. Протягом часу транспортування мешканців, генератор декілька разів зазнає пошкоджень, що кожний раз погіршує його генераційні властивості. Через декілька днів, коли час спливає, не залежно від того чи всі мешканці були транспортовані, чи не всі, інженери повідомляють, що з останнім пошкодженням генератор більше не можна буде відновити і гравцю надається 24 години (якщо гравець до цього використовував Форсаж, тоді відповідно менше) до того як останній житель покине поселення, інакше всі, хто залишаться на території Вінтергоуму загинуть. Серед особливостей цього сюжету є те, що частина поселення постраждала від пожежі, люди бездомні та хворіють, у них високе невдоволення та низька надія. В той же час багато важливих споруд з самого початку гри вже стоять та готові до роботи, хоча планування поселення заздалегідь хибне. Частину законів уже прийнято, вивчено чимало технологій. |

## Розроблення
Анонс відеогри відбувся в серпні 2016 року. Спочатку, гру планували опублікувати наприкінці третього кварталу 2017 року, проте реліз відклали до першої чверті 2018 року. 9 березня 2018 року було оголошено, що повноцінний реліз гри відбудеться 24 квітня 2018 року.

### Після випуску
Разом із новим оновленням 1.10 до Frostpunk було додано новий режим проходження, «Режим виживання», який відрізняється від звичайного проходження відсутністю активної паузи, значним зростанням складності гри й тим, що здобутий прогрес зберігається лише при виході з кампанії.
19 листопада 2018 року було випущено безкоштовне оновлення, котре містило, як і обіцяли розробники раніше, «Нескінченний режим», який поділяється на два види: «Спокій» (багато ресурсів, помірний клімат і короткочасні буревії) та «Витривалість» (мало ресурсів, люті морози та часті завірюхи). До нового режиму розробники також розробили чотири нові мапи («Скелі», «Каньйон», «Рівнини» та «Кратер»), й додали кожній певні переваги та недоліки. Як і при виборі сценаріїв, так і в «Нескінченному режимі» можна налаштовувати деякі властивості власноруч, обираючи рівні складності параметрів «Потреби мешканців», «Економіки», «Сприйняття суспільства» (усі, окрім «Погоди»). У новому режимі можна також умикати параметр «Різні загрози» (події, котрі випадково, переважно неприємно, впливають на ситуацію в місті).
Навесні 2018 року розробники опублікували власні плани на рік після виходу відеогри. За словами компанії, вони планують безкоштовно випустити: косметичне оновлення «People & Automatons», випуск нового сценарію «Падіння Вінтергоуму» та «Нескінченний режим». За словами розробників на 2019 рік їх плани будуть ще більшими. Як стало пізніше відомо, це стосувалося запланованого виходу гри для Xbox One та PlayStation 4. Довгоочікувана версія для MacOS була випущена 24 лютого 2021 року.

## Доповнення
- The Rifts (укр. Ущелини) — видане 27 серпня 2019 року, додає мапу для проходження в нескінченному режимі, перетяту ущелинами. Для їх подолання й досягнення джерел ресурсів потрібно будувати мости[30][31].
- The Last Autumun (укр. Остання осінь) — видане 21 січня 2020 року, додає сценарій, події якого відбуваються перед початком зледеніння. Група робітників і вчених повинна вчасно збудувати тепловий генератор. Шкалу невдоволення тут заміняє шкала мотивації, від рівня якої залежить ефективність праці. Наявні нові споруди й закони[32].
- On the Edge (укр. На межі) — видане 20 серпня 2020 року, додає сценарій, події якого відбуваються після того, як Новий Лондон уцілів. На віддалі від поселення було засновано аванпост для збору ресурсів. У ньому немає теплового генератора, ресурси збираються в околицях, або вимінюються в інших поселень. Для виживання аванпосту потрібно прокладати торгівельні шляхи, завойовувати довіру сусідів. Наявні нові споруди та професії, а також нова музика[33][34].

## Звуковий супровід
Збірка звукових доріжок з одинадцяти композицій була оприлюднена 18 жовтня 2018 року. Згодом студія «Gamemusic Records» повідомила, що наприкінці місяця випустить збірку на вінілових платівках.
| Frostpunk Original Soundtrack | Frostpunk Original Soundtrack | Frostpunk Original Soundtrack |
| #                             | Назва                         | Тривалість                    |
| ----------------------------- | ----------------------------- | ----------------------------- |
| 1.                            | «Frostpunk Theme»             | 3:06                          |
| 2.                            | «Are We Alone?»               | 3:53                          |
| 3.                            | «The Darkest Of Days»         | 4:41                          |
| 4.                            | «Streets Of New London»       | 3:58                          |
| 5.                            | «Brave New World»             | 4:01                          |
| 6.                            | «The Last Flame»              | 4:40                          |
| 7.                            | «The Shepherd»                | 4:04                          |
| 8.                            | «Into The Storm»              | 4:34                          |
| 9.                            | «The City Must Survive»       | 4:10                          |
| 10.                           | «Damned Souls»                | 4:38                          |
| 11.                           | «The Still, Cold World»       | 2:29                          |

## Оцінки й відгуки
| Агрегатор    | Оцінка |
| ------------ | ------ |
| GameRankings | 87%    |
| Metacritic   | 84/100 |

| Видання                    | Оцінка |
| -------------------------- | ------ |
| GameSpot                   | 9/10   |
| IGN                        | 9/10   |
| PC Gamer (Велика Британія) | 89     |
| PC PowerPlay               | 7/10   |

| Видання | Оцінка |
| ------- | ------ |
| PlayUA  | 73/100 |

### Критика
Оглядачі різних видань, які отримали версію відеогри до її офіційного випуску, в цілому залишили лише схвальні відгуки, хвалячи відеогру за її емоційність та співпереживання до неігрових персонажів.
На Metacritic відеогра отримала 84 бали зі 100 можливих на основі 65 оглядів, що в цілому вказує на «здебільшого сприятливі відгуки».
Видання GameSpace, від якого відеогра отримала 9 балів із 10, похвалило відеогру за складність прийняття моральних рішень, а також за «емоції та відчуття справжньої відповідальності перед цими цифровими персонажами, що змушують мене вважати, що Frostpunk може стати кращою відеогрою-симулятором містобудування, в яку я коли-небудь грав, і в яку я буду грати ще не одну годину».
На вебсайті «PC Gamer» відеогра отримала 89 балів зі 100. Редактори наголосили, що «Frostpunk — доволі таки напружена, стильна та захоплива відеогра, яка поєднує жанри містобудування й виживання, а також наповнена неймовірно тяжкими моральними рішеннями».
Українське інтернет-видання «PlayUA» оцінило відеогру на 73 бали зі 100 можливих. У своєму огляді оглядач хвалив гарну графіку відеогри, її атмосферність, елементи ігрового процесу під кінець гри тощо, але й додав наступне: «Frostpunk — це не містобудівнича стратегія; тут нема ні неквапної розбудови, ні багатошаровості ґеймплею з купою проблем для вирішення, ні можливостей для якогось творчого самовираження гравця… Свободу дій тут замінили на вщент заскриптовані сценарії, а пісочницю — на чіткий план дій для гравця, де якихось вагомих альтернатив не передбачено…», «Стосовно обіцяного „нескінченного режиму пісочниці“, то в реаліях Frostpunk це радше потурання забаганкам фанів, аніж справді доречне нововведення…Frostpunk має геть інші творчі завдання та модель гри…».

### Продажі
У березневому звіті 2019 року компанія-розробниця зазначила, що було продано понад 1,4 мільйона копій Frostpunk для персональних комп'ютерів. А 22 квітня 2021 року продажі досягнули 3 мільйонів копій.

### Нагороди та номінації
Відеогра отримала декілька різноманітних нагород, зокрема «Найкраща відеогра» за версією Brazil Independent Games Festival, «Вибір редакторів на E3 2017» від Rock Paper Shotgun, «Вибір редакторів: Золото» і «Найдивовижніша атмосфера» від вебсайту «GameStar» та «Indie Spotlight» відповідно. Frostpunk також була номінована на нагороду «Найкраща відеогра Gamescom 2017» та потрапила до списку «100 найкращих відеоігор для ПК» (66 місце) за версією PC Gamer.
| Рік  | Нагорода                                                                       | Категорія                            | Результат |
| ---- | ------------------------------------------------------------------------------ | ------------------------------------ | --------- |
| 2018 | Game Critics Awards                                                            | Best Strategy Game                   | Номінація |
| 2018 | Golden Joystick Awards                                                         | Best Visual Design                   | Номінація |
| 2018 | Golden Joystick Awards                                                         | PC Game of the Year                  | Номінація |
| 2018 | The Game Awards                                                                | Best Strategy Game                   | Номінація |
| 2018 | Australian Game Awards                                                         | Best Visual Design                   | Перемога  |
| 2019 | 22nd Annual D.I.C.E. Awards                                                    | Strategy/Simulation Game of the Year | Номінація |
| 2019 | National Academy of Video Game Trade Reviewers Awards (сторінка з номінантами) | Game, Simulation                     | Номінація |
| 2019 | G.A.N.G. Awards                                                                | Music of the Year                    | Номінація |
| 2019 | G.A.N.G. Awards                                                                | Best Original Soundtrack Album       | Номінація |
| 2019 | G.A.N.G. Awards                                                                | Best Music for an Indie Game         | Номінація |
| 2019 | 15th British Academy Games Awards                                              | Narrative                            | Номінація |

## Продовження
У серпні 2021 року 11 bit studios повідомила, що командою розробників ведеться розроблення продовження – Frostpunk 2, підкріпивши звістку першим тизер-трейлером проєкту. Як стало відомо, події другої частини розгортатимуться довкола відкриття нових родовищ нафти, які мають дозволити відійти від епохи вугілля, однак не всі у суспільстві підтримуватимуть такий напрям, що призводитиме до появи нових моральних викликів. 
Над розробленням другої частини працює команда з 70 осіб.
«Frostpunk: Настільна гра», розроблена Адамом Квапінським та Glass Cannon Unplugged, була профінансована через Kickstarter у жовтні 2020 року. 